# Lützelbach
Lützelbach – gmina w Niemczech, w kraju związkowym Hesja, w rejencji Darmstadt, w powiecie Odenwaldkreis, 30 czerwca 2013 liczyła 6848 mieszkańców.